# ميلان غاليتش

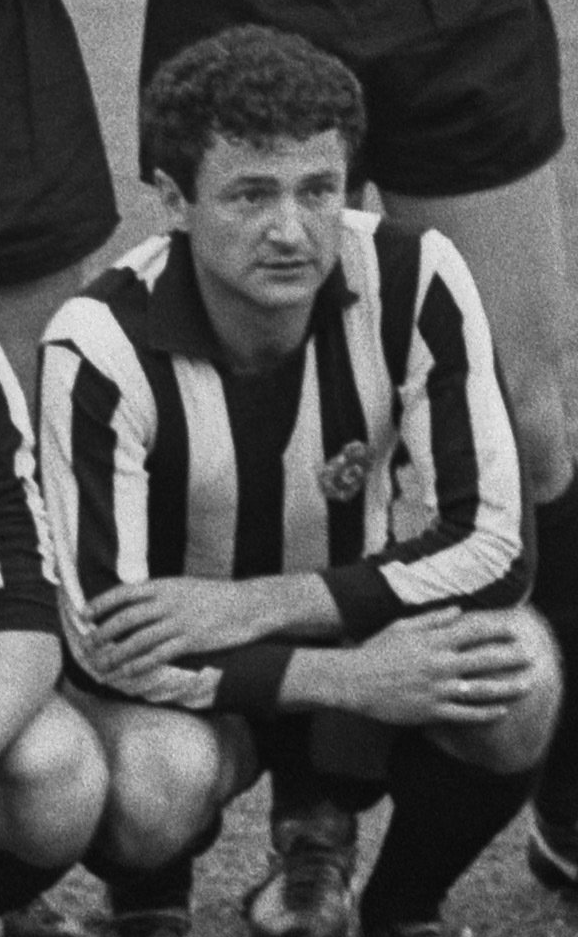
ميلان غاليتش

ميلان غاليك (بالصربية: Милан Галић)‏، من مواليد 8 مارس 1938، لاعب كرة قدم يوغسلافي سابق.
لعب غاليك مع منتخب يوغسلافيا لكرة القدم 51 مباراة دولية وسجل 31 هدف، وقد شارك مع منتخب يوغسلافيا لكرة القدم في كأس الأمم الأوروبية لكرة القدم 1960 وكأس العالم لكرة القدم 1962.
و قد لعب في أغلب فترات مسيرته الكروية مع نادي بارتيزان ونادي ستاندارد لياج.

## روابط خارجية
- ميلان غاليتش على موقع الاتحاد الدولي (مؤرشف)  (الإنجليزية)
- ميلان غاليتش على موقع الاتحاد الأوربي (الإنجليزية)
- ميلان غاليتش على موقع قاعدة بيانات كرة القدم.إي يو (الإنجليزية)
- ميلان غاليتش على موقع ناشيونال فوتبول تيمز (الإنجليزية)
- ميلان غاليتش على موقع عالم كرة القدم.نت (الإنجليزية)
- ميلان غاليتش على موقع أوليمبيديا (الإنجليزية)